# Catharina Freymann
Catharina Freymann, född 16 september 1708, död 12 december 1791 i Herrnhut, var en norsk pietist. Hon var rektor för en flickskola i Kristiania och ledaren för herrnhutrörelsen i denna stad samt en förgrundsgestalt för rörelsen i hela Norge. Genom sin verksamhet medverkade hon indirekt till att religionsfriheten blev ytterligare beskuren i Konventikkelplakaten av 1741.   
Hon var dotter till tyskättade vapensmeden Wenzel Freymann (död 1728) och Karen Bartholomeusdatter.  Hon blev pietist och herrnhutare då hon 1728 blev tjänare hos överstelöjtnant Jørgen Meding på Toten, som hade denna övertygelse. Vid sin återkomst till Kristiania 1733 grundade och drev hon en flickskola i det hus hon ärvt efter fadern: skolan var framgångsrik med 60 elever i åldrarna 14–24 år. Då hennes bekant, herrnhutaren Gert Hansen, arresterades 1737 organiserade hon den första offentliga protestmarschen i Kristiania. Hon blev snart ledare för herrnhutarna i Kristiania, som mest hade anhängare bland borgar- och ämbetsklassen och som snabbt spred sig till Drammen, Moss, Bergen och Trondheim; genom detta blev hon ledare också för herrnhutarna i övriga Norge, och hon besökte församlingarna som ledare: bland annat bodde hon vintern 1739-40 i Drammen för att leda församlingen där. År 1741 infördes en ny lag som förbjöd alla gudstjänster utan närvaro av en präst av statskyrkan. Hon lämnade Norge i juli 1741 och reste till Nederländerna och herrnhutarna i Herrendyk. Hon besökte Norge en sista gång 1760-62. 

## Verk
- Lebenslauf der ledigen Schwester Catharina Maria Freymann, heimgegangen in Herrnhut den 12ten September 1791 (selvbiografi), tryckt i Nachrichten aus der Brüdergemeine, Gnadau 1835, s. 170–199